# General Villegas
General Villegas és la ciutat capçalera del Partit homònim, ubicada a l'extrem nord-oest de la província de Buenos Aires, Argentina.

## Història
Les tribus dels indis ranquels tenien els seus assentaments a la gran regió, i les terres estaven a l'àrea de dispersió mapuche. En la zona actual de General Villegas es van desencadenar cruentes batalles en el marc de l'anomenada "Conquesta del Desert" que van tenir com a conseqüència la gran matança d'indígenes per les tropes militars. A partir de mitjan segle xix la línia de frontera entre el territori ocupat i l'encara controlat pels indígenes anava canviant segons el transcurs de les batalles, i cada cop el territori indígena s'anava reduint. D'aquesta manera es van construir diferents fortins que defensaven els territoris ocupats.
El 21 de març de 1888, es promulga un decret del Poder Executiu Provincial, el qual designa com a seu de les autoritats del Partit de General Villegas, el lloc denominat " Arbolito" situat en una reserva fiscal de l'Estat. Aquesta Comissió va indicar a la Reserva Nº 1 com el lloc més apropiat, destinant-se 40 km² per fundar el poble, la Reserva de terres fiscals Nº 1 coneguda com "Arbolito", on ja existia un petit nucli de població, estava molt prop del Centre Agrícola de Massey i Flores, on hi havia un poble en formació que havia adoptat el nom de General Villegas.

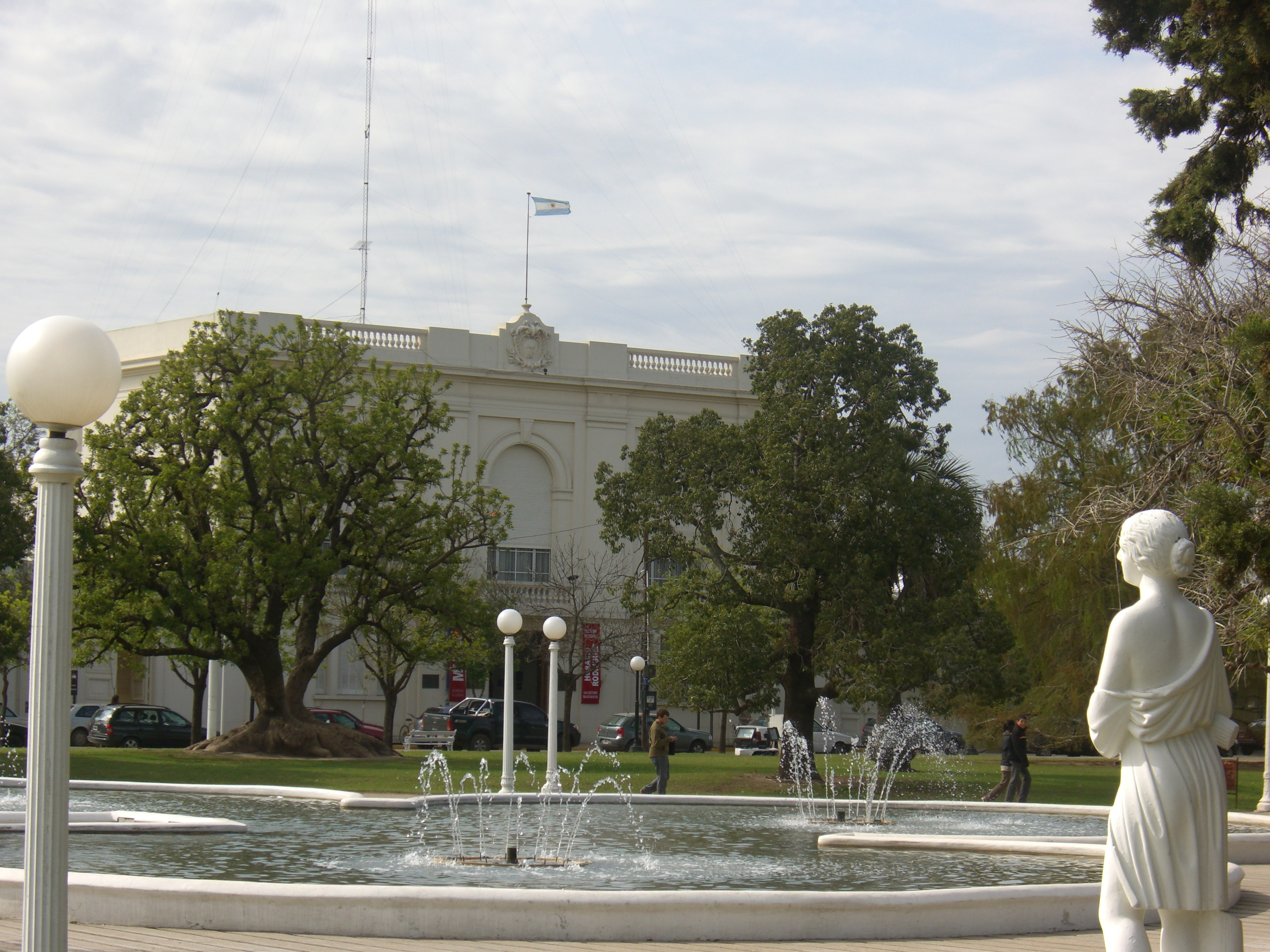
Plaça principal i edifici de la Municipalitat.

Al 19 de gener de 1891, el govern dicta una nova resolució sobre la ubicació del poble capçalera del partit, fixant-la en el Centre Agrícola de Massey (Elordi).
El 2 de juliol de 1896, es designa una nova Comissió formada per Julio Ringuelet i els veïns Daniel Gowland, Natalio Cernadas i Miguel Ross perquè designin el lloc més apropiat per a seu de les autoritats del Partit de General Villegas, doncs evidentment existia una contradicció entre el Decret de 1888 i la disposició de 1891. Expedida aquesta Comissió per Decret del 8 d'agost de 1896 declara cap del partit al nucli de població conegut com " Els Arbolitos", deixant sense efecte la Resolució de 19 de gener de 1891. El 21 de març de 1888 és presa com a data de fundació de la ciutat capçalera del Partit de General Villegas i per a la data de creació del partit, (disposat per Llei 1827), es pren el 28 de juliol de 1886.
Així doncs, el nom original del poble, era el de "Tres Arbolitos".

## Inundacions
General Villegas i el seu partit és un dels més extensos de la Província, que no compta amb cursos naturals d'importància i la seva topografia, plana en la seva part superior amb pendent W a I, va de 137 msnm (en el meridià) a 110 msnm en el límit amb el Partit de General Pinto. En la seva part inferior, relativament ondejada, el pendent té una orientació NW, és a dir, entre 130 en Gondra i 110 m en el límit amb el Partit de Carlos Teixidor. El 1998 i 1999, les pluges de 900 mm anuals, van provocar la inundació de més de 250.000 ha. Entre 1990 a 1997 la mitjana de pluges havia arribat a 1200 mm anuals, superant en 350 mm la mitjana dels últims anys.
La més afectada va resultar la franja superior del partit, en la seva longitud I a W, d'aproximadament 100 km per 30 km d'ample (de nord a sud), afectant les poblacions i camps de Coronel Charlone, Santa Regina, Canyada Seca, Villa Saboya, Piedritas, Santa Eleodora i Pichincha.
Al desastre hídric, ja atenuat, se sumen afectacions de caràcter més permanent com són el desbordament de la llacuna La Picasa, a l'extrem nord-est del partit i del Riu Cinquè (Rio Quinto) en l'extrem sud-oest, que manté una gran extensió de camps inundats.
La xarxa viària rural composta per camins provincials i municipals, 3.000 km no va respondre a l'emergència hídrica, ja que en la seva majoria es trobaven per sota de la cota de l'Hemicicle Sec (entre 1920 i 1970). El tipus de sòl sorrenc contribueix al continu desgast i voladura de la calçada que provoca, en circumstàncies com la descrita, que els camins es converteixin en veritables canals que reben l'aigua dels camps, deixant de prestar el seu servei.